# Бердяєва Лідія Юдифівна
Лідія Юдифівна Бердяєва (до шлюбу Трушева, в першому шлюбі Рапп; 20 серпня 1871, Харків, Російська імперія — 30 вересня 1945, Кламар, Франція) — російська поетеса та революціонерка українського походження, учасниця Російського апостоляту, діячка Російської діаспори у Франції.
У другому шлюбі з філософом Миколою Бердяєвим.

## Біографія
Народилася у Харкові у забезпеченій православній родині.
У 1881—1889 роках навчалася у пансіоні при приватній жіночій гімназії Н. Я. Григорцович. Вільно володіла французькою, музикувала. Мати вихованням доньок майже не займалася, дівчата мали бонн — спочатку німкеню, потім француженку.
З молодих років знаходилася під сильним впливом народницьких ідей. 21 вересня 1890 року написала листа до Л. М. Толстого з питанням, чому присвятити життя, яким життєвим шляхом піти, коли чуєш звідусіль крики та стони про допомогу. У відповідь отримала пораду письменника, що немає кращого засобу робити добро, ніж перестати робити зло. 16 листопада 1890 року знову звертається до Толстого, лист залишився без відповіді.
Перший чоловік — В.І. Рапп увів її до соціал-демократичного гуртка. Лідія з сестрою Євгенією бували на революційних зборах, читали нелегальну літературу, стали членами Харківського союзу Російської соціал-демократичної робочої партії. 6 січня 1900 року їх заарештували і до 26 січня тримали в одиночних камерах харківської в’язниці. Мати, Ірина Василівна Трушева, заплатила заставу по дві тисячі рублів за кожну з доньок. Після звільнення вона відправила дочок до Парижу вчитися у Вищій школі суспільних наук, де вони брали уроки живопису та скульптури. У 1891 році Лідія їздила до Швейцарії, де в пансіоні під Лозанною вивчала французьку мову.
Повернувшись додому, сестри займалися просвітництвом. Лідія бере участь у відкритті бібліотек, шкіл. Також знову приєдналася до революційної діяльності. У 1902 році вони привернули увагу Харківського охоронного відділення тим, що займалися революційною пропагандою серед селян Валківського повіту. Саме там у Бабаках знаходилася дача їх батьків, на якій кілька днів зберігався кошик зі шрифтом для підпільної друкарні. У ніч на 11 вересня 1903 року на дачі був обшук, під час якого Лідія намагалася знищити прокламації, які зберігалися у будинку. Сестер і їх чоловіків арештовують, вони відбувають тюремне ув’язнення, беруть участь у тюремному голодуванні з вимогами  —  збільшення 10 хвилинної прогулянки й зняття щитків з політичних ув'язненних. Через чотири місяці їх знову звільнили під заставу (крім Віктора) і видворили з Харкова. Місцем проживання Раппи-Трушеви обрали Київ.

## Супутниця Миколи Бердяєва
19 лютого 1904 року зустрічає у Києві Миколу Бердяєва з яким її знайомить С.М. Булгаков. Влітку Бердяєв зізнається Лідії, що відчуває, що саме вона його ніколи не відкине і завжди зрозуміє.  Восени Бердяєв зібрався переїжджати до Петербургу для того, щоб зайнятися редагуванням журналу «Новый путь», і запропонував Лідії переїхати з ним. Але відразу вона переїхати не змогла: потрібно було уладнати стосунки з чоловіком, крім того, вона ще перебувала під негласним наглядом поліції. Тільки в листопаді 1905 року справу стосовно Харківського комітету РСДРП було припинено. Лідія виїхала до Петербургу, молодята оселилися у Саперному провулку, 10. На Харківщину – батьківщину Лідії – вони приїжджатимуть неодноразово: Миколі Бердяєву дуже подобалося бувати в Люботині в тещі.
У 1918 році, будучи важко хворою на запалення легенів, Лідія читає книгу про святу Терезу Авільську. Прочитане викликає великий інтерес до католицизму. Бердяєв знайомить її зі священиком Володимиром Абрикосовим, і 7 червня 1918 року вона переходить у католицтво  і залишалася у ньому до кінця життя.
29 вересня 1922 року – на так званому філософському пароплаві – Бердяєви емігрували. Жили спочатку в Берліні, а з літа 1924 року влаштувалися у Франції. Вони оселилися в робочому передмісті Парижа – Кламарі. З ними разом жили мати і сестра Лідії. Спочатку сім’я винаймала квартиру, а в 1938 році переїхала тут же у власний будинок з садом і крихітним ставком, який М. Бердяєву заповіла англійська шанувальниця Флоранс Вест. У цьому будинку  на вулиці Мулен де П'єр, 83 (rue du Moulin de Pierre) Лідія прожила до останніх днів.
Лідія була помічницею чоловіка, правла, коригувала його статті і книги, готувала їх до публікації.
В еміграції вела щоденники, частину яких у було надруковано у 1995 році.
Писала поетичні твори. Перший вірш датовано 1912 роком. За спогадами Бердяєва її твори високо цінували В‘ячеслав Іванов, Михайло Осипович Гершензон. Основні твори були написані за кордоном, частина з них друкувалися в емігрантських газетах.
Вона була активною прихожанкою Приходу Святої Трійці в Парижі, долучалася до благодійних та пастирських проєктів, займалася благодійністю. До останніх днів писала вірші.
Померла в Кламарі у 1945 році від раку гортані.  Похована на кладовищі  Буа-Тардьє комуни Кламар департамента О-де-Сен. Має спільну могилу з чоловіком М. Бердяєвим, сестрою Євгенією та матір‘ю І.В. Трушевою.

## Родина
Батько — Юдиф Степанович Трушев. Служив нотаріусом Харківського окружного суду, потомствений почесний громадянин міста.
Мати — Ірина Василівна Трушева.
Сестра — Євгенія Юдифівна Трушева (в шлюбі Рапп). Народилася 19 вересня 1874 року, художниця, скульпторка.
Брат — Олександр Юдифович Трушев. Народився близько 1876 року, навчався у Харківському університеті. 1903 року перебував у Німеччині.
Перший чоловік — Віктор Іванович Рапп, чиновник Харківської контрольної палати, співвласник книжкового видавництва «В. І. Рапп і В. І. Потапов». Багаторічний член правління Харківської громадської бібліотеки.
Другий чоловік — Бердяєв Микола Олександрович — філософ.

## Твори
- Бердяева Л. Ю. Профессия: жена философа / Сост., авт. предисл. и коммент. Е. В. Бронникова. М .: Мол. гвардия, 2002. — 262 с. [Архівовано 30 жовтня 2020 у Wayback Machine.] ISBN 5-235-02436-2
- «Мы  жили  тогда  на  планете  другой...»:  Антология  поэзии  русского зарубежья. 1920-1990: В 4 кн. Кн. 1    М : Московский рабочий, 1995.
- Дневники Л. Ю. Бердяевой / Публ. и введ. В. Безносова, Предисл. и комм. Е. В. Бронниковой // Звезда. 1995. №11. С. 140-166; № 11. С. 134-154; № 12. С. 144-164.